# Antulio J. Echevarria, II.
Antulio Joseph Echevarria, II. (* 22. September 1959 in Los Angeles) ist ein US-amerikanischer pensionierter Offizier der US Army, Militärhistoriker, -stratege und -theoretiker. Er ist seit 2013 Herausgeber der Vierteljahresschrift Parameters des US Army War College.

## Leben
Echevarria trat in die US Army ein und studierte an der United States Military Academy (B.S. in Engineering, 1981) in West Point, New York und der Princeton University (M.A. in History, 1994) in Princeton, New Jersey. 1994 promovierte (Ph.D.) er zum Thema: Neo-Clausewitzianism. Freytag-Loringhoven and the militarization of Clausewitz in German military literature before the First World War.
Er wurde in verschiedenen Standorten als Offizier des Truppendienstes (zuletzt als Oberstleutnant) in Deutschland und den USA verwendet, besuchte das Command and General Staff College der US Army in Fort Leavenworth, Kansas und erwarb zusätzlich einen Master of Strategic Studies vom United States Army War College in Carlisle, Pennsylvania. Von 1991 bis 1995 war er Assistant Professor für Europäische Geschichte an der United States Military Academy. 1995/96 war er S3-Offizier und von 1996 bis 1998 Konzeptentwickler an der United States Army Armor School in Fort Benning, Georgia. Von 1998 bis 2000 war er Redenschreiber der Chiefs of Staff of the Army, General Dennis Reimer und General Eric K. Shinseki. 2000 wurde er Direktor für National Security Affairs am United States Army War College. Von 2004 bis 2013 war er Forschungsdirektor am Strategic Studies Institute ebendort. Darüber hinaus hielt er 2008 die Perspectives in Military History Lecture Series am Army War College und war von 2011 bis 2012 Visiting Research Fellow an der Nuffield College der Universität Oxford. Seit 2013 betreut er die Vierteljahresschrift Parameters am USAWC.
Echevarria veröffentlichte mehrere Fachaufsätze in u. a. Journal of Military History, War in History und Journal of Strategic Studies und Bücher zu militärhistorischen, -strategischen und -theoretischen Themen wie Carl von Clausewitz.

## Auszeichnungen
- 1997: Moncado Prize, Society for Military History (für den Artikel General Staff Historian Hugo Freiherr von Freytag-Loringhoven and the Dialectics of German Military Thought)

## Schriften (Auswahl)
- After Clausewitz. German Military Thinkers Before the Great War (= Modern War Studies). University Press of Kansas, Lawrence 2000, ISBN 0-7006-1071-5.
- Imagining Future War. The West's Technological Revolution and Visions of Wars to Come, 1880–1914 (= War, Technology, and History). Praeger Securities International, Westport 2007, ISBN 978-0-275-98725-1.
- Clausewitz and Contemporary War. Oxford University Press, Oxford 2007, ISBN 978-0-19-923191-1.
- Reconsidering the American Way of War. US Military Practice from the Revolution to Afghanistan. Georgetown University Press, Washington, D.C. 2014, ISBN 978-1-62616-067-5.